# Jacobus van Laren
Jacobus van Laren  (Leiderdorp, 21 juni 1877 - Hilversum, 20 november 1953) was een Nederlands architect.
Jacobus was de zoon van bloemist Marius Johan van Laren en Deliana Mater. Na de christelijke Mulo in Leiden bezocht hij er de Practische Ambachtsschool en het Genootschap Mathesis Scientiarum Genitrix. Na zijn dienstplicht te hebben vervuld werkte hij drie jaar als opzichter-tekenaar op verschillende architectenbureaus. In 1901 werd hij aangesteld tot bouwkundig tekenaar bij de Dienst der Publieke Werken te Amsterdam. In 1906 was hij lid van de commissie die onderzoek deed naar de toestand van het Beursgebouw en was hij betrokken bij het herstellingswerk ervan. Nadat hij in 1912 het Diploma H.B.O. van Voortgezet en Hooger Bouwkunst-Onderricht had behaald werd hij drie jaar tewerkgesteld op het bureau van de toenmalige esthetisch-adviseur bij Publieke Werken te Amsterdam, de architect J. M. van der Mey.
Op 21 juni 1917 huwde hij in Amsterdam Petronella Lucia Mathilda Voorwalt. Jacobus van Laren vestigde zich dat jaar als architect in Hilversum. Zijn woning Het Keerpunt aan de Oude Amersfoortseweg 42 ontwierp hij in 1921 voor zichzelf (zijn vrouw bleef er tot aan haar dood in 1963 wonen). In Hilversum ontwierp hij meerdere winkelpanden in de stijl van de Amsterdamse School. In 1931 werd hij de opvolger van E. Verschuyl als vaste architect van de Arbeiderswoningbouwvereniging.

## Uitgevoerde werken

### Amsterdam
- brikettenfabriek in de Rietlanden

### Zaandam
- Verbouwing Westzijde 22 tot woon- en winkelhuis voor de N.V. Albert Heijn

### Hilversum

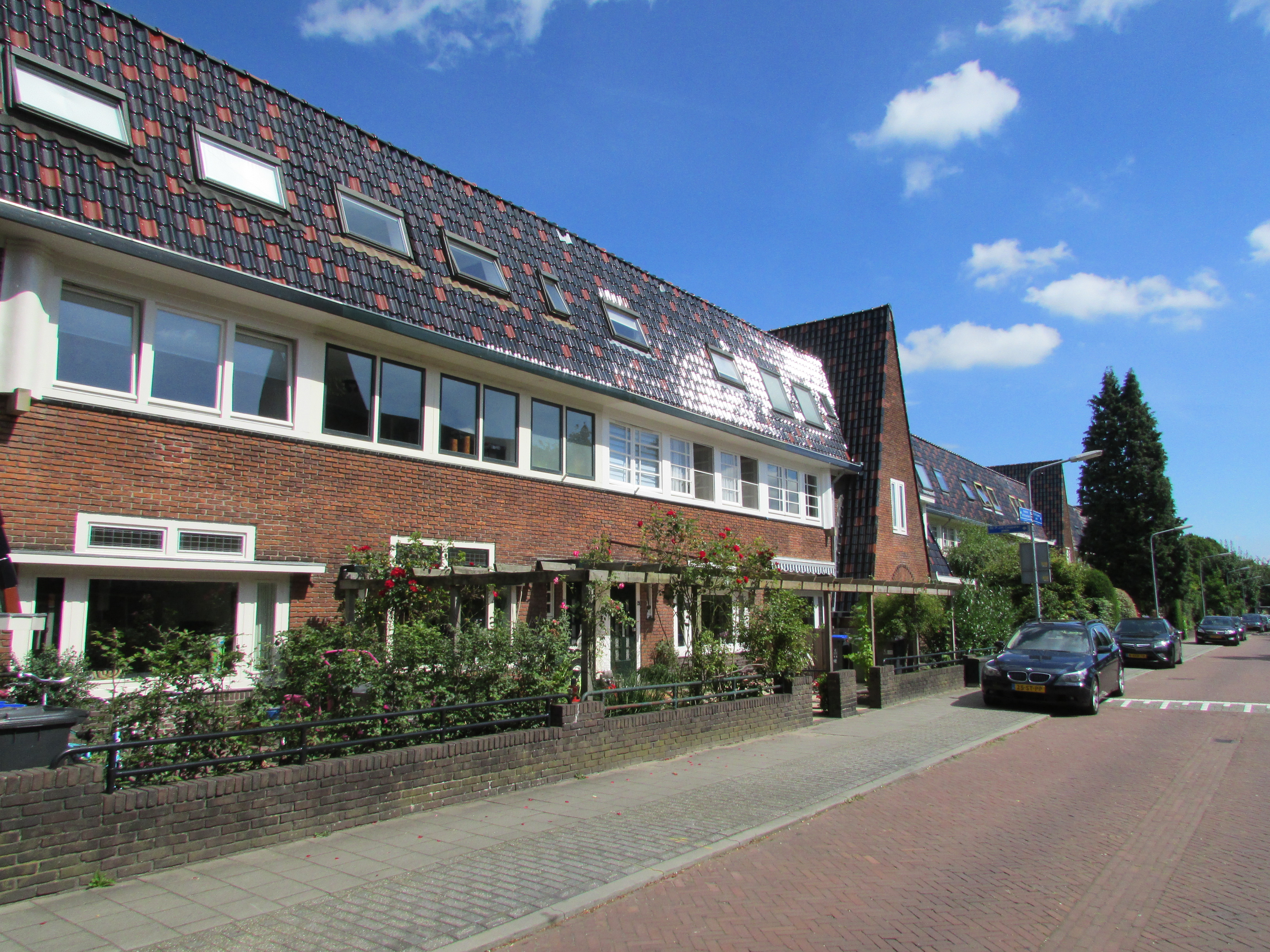
Woningen P.J.H. Cuypersplein

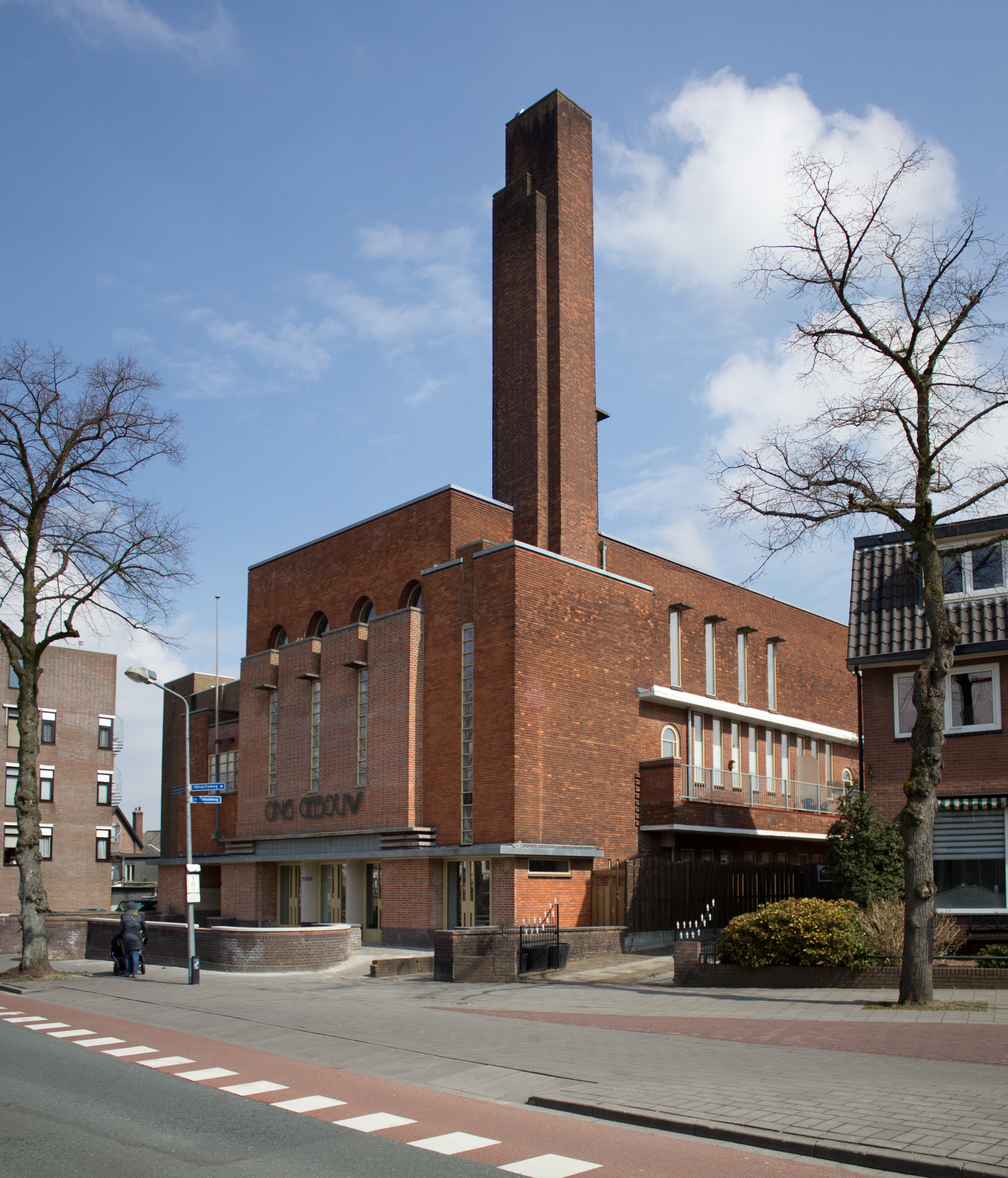
Ons Gebouw

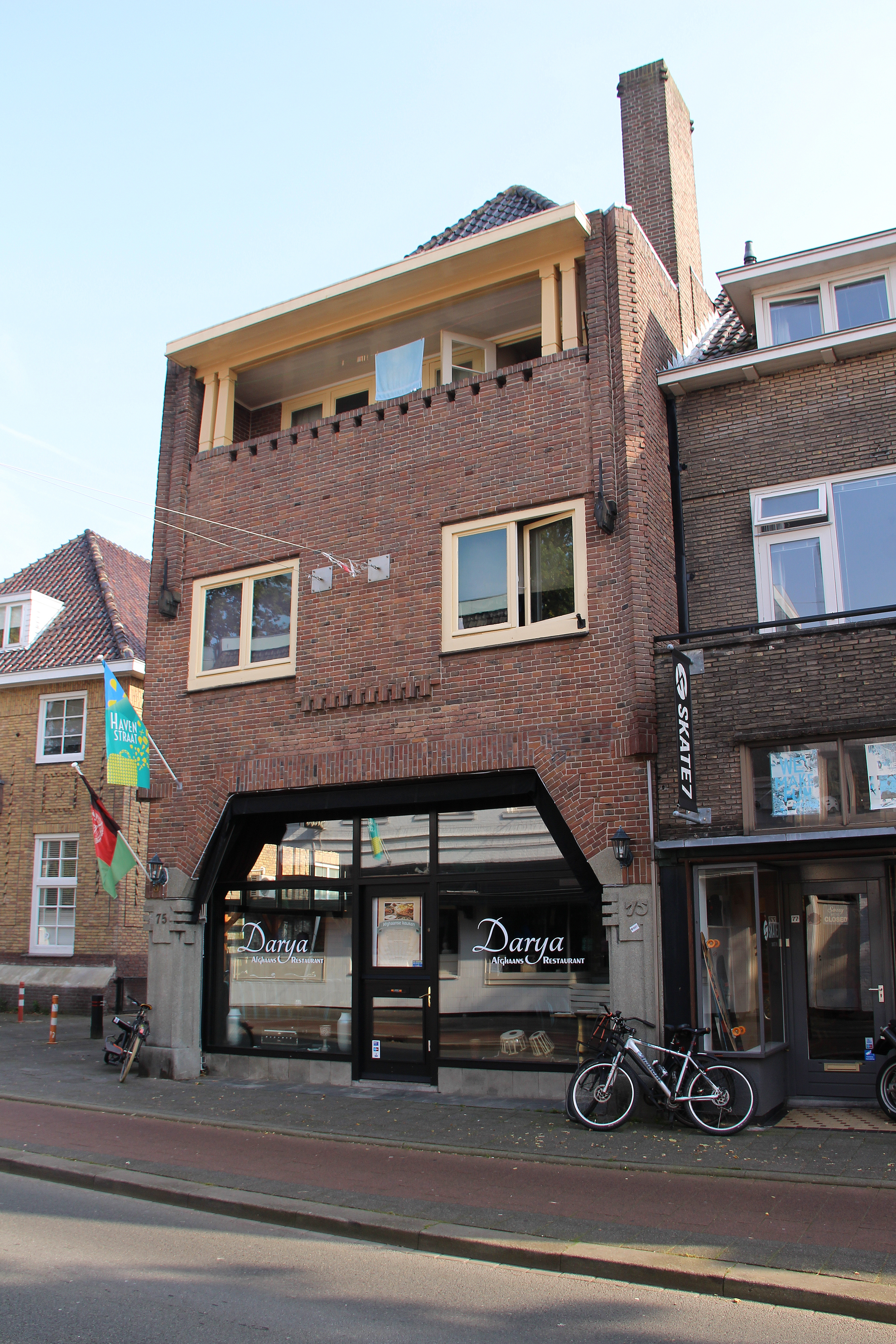
Winkelwoonhuis Havenstraat

- 1917 - villa 's-Gravelandseweg 131, samen met C. de Groot "De villa met de 31 houten rolluiken"
- 1920 - 71 middenstanswoningen in 26 blokken, Frans Halslaan 9 t/m 17 en 20 t/m 26, Gijsbrecht 44 t/m 54, Jan Steenlaan 1 t/m 12 en 14-16, Rembrandtlaan 20 t/m 32, Van Ostadelaan 1, 1B , 2, 3, 5, 7, 9, 11, 13, 15, 17, 19, 21 ,23, 25, 27, 29, 31, 33 en Vermeerlaan 2 t/m 38 samen met C. de Groot
- 1921 - landhuis Het Keerpunt, Oude Amersfoortseweg 42, voor zichzelf
- 1921 - winkelwoonhuis, Kerkstraat 34-36, samen met C. de Groot
- 1921 - padvindershuisje, Schuttersweg
- 1921 - tuinmanswoning, Utrechtseweg 195, samen met C. de Groot
- 1920 - complex middenstandswoningen Vermeerlaan, samen met C. de Groot Woningbouwvereniging "'t Goede woonhuys"
- 1921 - padvindershuisje, Schuttersweg
- 1925 - winkelhuis met bovenwoning, Havenstraat 73a-75 i.o.v. Albert Heijn
- 1927 - 20 dubbele middenstandswoningen, Simon Stevinweg 68-106 (nr 74 Villa Janita)
- 1927 - verbouwing Kerkstraat 26 t/m 30 i.o.v. H.L. Greeve
- 1927 - landhuis De Brandaris, Bussumergrintweg 19, in opdracht van Zeeman bouwen
- 1927 - landhuis Zonneheide, Eikenlaan 42
- 1928 - kantoorgebouw Dagblad de Gooi en Eemlander, Groest 21
- 1928 - blok woonhuizen, Floris Vosstraat 12-14-16
- 1928 - 2 dubbele landhuizen met garages, Pieter de Hooghlaan hoek Govert Flincklaan
- 1928 - 53 arbeiderswoningen in 4 blokken, Röntgenstraat en omliggende straten
- 1928 - 3 dubbele woonhuizen, Vosmaerlaan 1+3. 5+7; 9+11
- 1928 - rij van 15 middenstandswoningen, Simon Stevinweg 108-136
- 1928 - verbouwen landhuis Zonnehoeve, 's-Gravelandseweg 180 i.o. v. Ir. F.K.J. Beukema te 's-Gravenhagen
- 1929 - rij van 7 middenstandswoningen, Simon Stevinweg 89-101
- 1929 - 19 middenstandswoningen, P.J.H. Cuypersplein en Hendrik de Keyzerlaan
- 1930 - 46 arbeiderswoningen in 7 blokken, Asterstraat
- 1930 - Bosdrift 120
- 1931 - complex woningen in Hilversum-zuid, Arbeiderswoningbouwvereniging 'Ziniastraat'
- 1931 - 8 middenstandswoningen Eemnesserweg 200 t/m 208 Galileistraat 42 t/m 46 i.o.v. Z.J. Wenteler
- 1931 - 9 middenstandswoningen Galileistraat 24 t/m 40, i.o.v. H. Mokveld
- 1931 - 11 middenstandswoningen Galileistraat 2 t/m 22 i.o.v. Lamore en van Elst
- 1932 - "Ons Gebouw", Bondsgebouw van de Hilversumsche Bestuurders Bond, Havenstraat 139
- 1932 - aanbouwen van een erker aan negen middenstandswoningen, Galileistraat 2 t/m 22 1932 i.o.v. Lamore en van Elst
- 1933 - kantoorgebouw met bovenwoning, Herenstraat 32a i.o.v. Algemeen Ziekenfonds
- 1935 - 78 arbeiderswoningen in zes blokken, Jupiterstraat 51 en 80, Mercuriusstraat 2 t/m 45, Planetenstraat 1 t/m 36, Saturnusstraat 57, Van de Sande Bakhuyzenstraat 108, i.o.v. Arbeidersbouwvereeniging Hilversum bouwen
- 1935 - Boekhandel Modern, deels sloop en herbouw, Langestraat 17
- 1935 - dubbele middenstandswoning met garage en schuur, Vondellaan 1-3

### Laren
- 1921 - villa Engweg 22

### Loenen aan de vecht
- Cronenburgherbrug over de Vecht met brugwachterswoning

### Terschelling
- Zeevaartschool[2]

## Nevenactiviteiten
- Van Laren was lid van de schoonheidscommissies in Amsterdam, Baarn, Laren en Hilversum. Ook was lid van de Amersfoortse Monumentencommissie.[3]